# Lledoner de Castellnou d'Oluges
El Lledoner de Castellnou d'Oluges (Celtis australis) és un arbre que es troba a Castellnou d'Oluges (Cervera, la Segarra), el qual és, segurament, el més gran de la Segarra i l'únic arbre monumental declarat de la comarca.

## Dades descriptives
- Perímetre del tronc a 1,30 m: 4,61 m.
- Perímetre de la base del tronc: 6,62 m.[1]
- Alçada: 15 m.
- Amplada de la capçada: 12,50 m.
- Altitud sobre el nivell del mar: 487 m.

## Entorn
És a la plaça del poblet de Castellnou d'Oluges, amb voltants d'horts i camins agrícoles. Hi observem malva, blet, morella de paret, lletsó, mercurial, boixac, évol, flor de nit, amarant i heura, quant a plantes; saüquer, noguera i xiprer, si ens referim a arbres, i pel que fa a fauna, hi podem veure l'alosa vulgar, el pardal comú, la tórtora turca i el colom urbà.

## Aspecte general

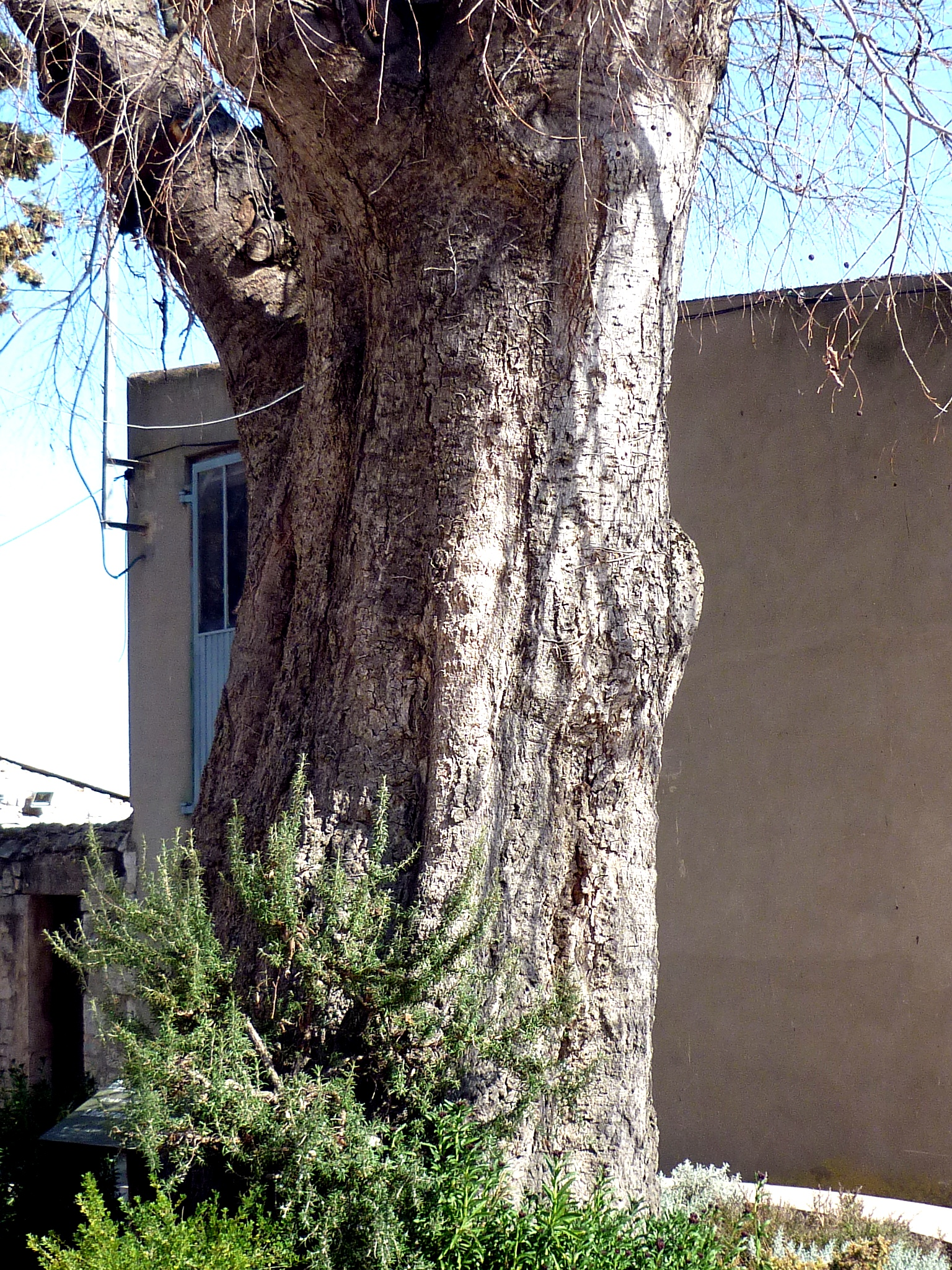

L'estructura, tant del tronc com del brancatge principal i les seues bifurcacions, presenta nivells d'afectació i necrosi diversos, així com certs impactes per podes maldestres. Malgrat tot, no sembla pas estar en un estat regressiu, sinó tot el contrari: el fullatge és espès i sa, i la producció de lledons és excel·lent. Té una invasió d'heura força generalitzada, que progressivament va coronant l'arbre i que no li fa cap bé. Fou declarat arbre d'interès local el 1999.